# 벌거벗은 한국사
《벌거벗은 한국사》는 tvN STORY에서 방송되고 있는 한국사 관련 예능 프로그램이다.

## 기획 의도
최태성의 안내로 시간 여행을 떠나는 특별한 기차 HTX! 탑승하면 과거로 돌아가는 신기한 열차 HTX를 타고
반만년 한국사 속 결정적인 사건과 꼭 알아야 할 인물들을 만나는 특별한 한국사 여행을 시작한다.

## 방송 시간
| 방송 채널 | 방송 기간                         | 방송 시간                      |
| --------- | --------------------------------- | ------------------------------ |
| tvN STORY | 2022년 4월 29일 ~ 2022년 5월 27일 | 금요일 밤 8시 20분 ~ 10시 00분 |
| tvN STORY | 2022년 6월 1일 ~ 현재             | 수요일 밤 8시 20분 ~ 10시 00분 |

## 출연자
| 진행   | 담당   |
| ------ | ------ |
| 최태성 | 안내자 |
| 김동현 | 탑승객 |
| 장예원 | 탑승객 |
| 조나단 | 탑승객 |

## 방영 목록

### 2022년
| 회차 | 방송일    | 주제                                        | 출연                                        |
| ---- | --------- | ------------------------------------------- | ------------------------------------------- |
| 1회  | 4월 29일  | 이성계 VS 위화도 회군                       | 김경수 (청운대학교 교양대학 교수)           |
| 2회  | 5월 6일   | 연산군                                      | 송웅섭 (총신대학교 역사학과 교수)           |
| 3회  | 5월 13일  | 어우동                                      | 김지영 (서울대학교 비교문화연구소 연구원)   |
| 4회  | 5월 20일  | 궁예 VS 왕건                                | 임기완 (서울교육대학교 사회과교육과 교수)   |
| 5회  | 5월 27일  | 성균관                                      | 이상무 (한국학중앙연구원 조교수)            |
| 6회  | 6월 1일   | 무신정변                                    | 박재우 (성균관대학교 조교수)                |
| 7회  | 6월 8일   | 민영환                                      | 김영수 (동북아역사재단 연구위원)            |
| 8회  | 6월 15일  | 세종대왕                                    | 한희숙 (숙명여대 역사문화학과 교수)         |
| 9회  | 6월 22일  | 의자왕 VS 김춘추                            | 이도학 (한국전통문화대학교 교수)            |
| 10회 | 6월 29일  | 임진왜란                                    | 노혜경 (호서대학교 혁신융합학부 교수)       |
| 11회 | 7월 6일   | 환관                                        | 김경수 (청운대학교 교양대학 교수)           |
| 12회 | 7월 13일  | 사도세자                                    | 계승범 (서강대학교 사학과 교수)             |
| 13회 | 7월 20일  | 여몽전쟁                                    | 이명미 (경상국립대학교 역사교육과 교수)     |
| 14회 | 7월 27일  | 이방원                                      | 김경수 (청운대학교 교양대학 교수)           |
| 15회 | 8월 3일   | 소현세자                                    | 이근호 (충남대학교 국사학과 부교수)         |
| 16회 | 8월 10일  | 광복절                                      | 조건 (동북아역사재단 연구위원)              |
| 17회 | 8월 17일  | 킹메이커 한명회는 어떻게 조선의 왕을 바꿨나 | 송웅섭 (총신대학교 역사학과 교수)           |
| 18회 | 8월 24일  | 조선의 공주는 왜 오랑캐의 아내가 되었나     | 계승범 (서강대학교 사학과 교수)             |
| 19회 | 8월 31일  | 1597년, 이순신은 왜 죽음을 생각했나         | 이민웅 (대구가톨릭대학교 이순신학과 학과장) |
| 20회 | 9월 7일   | 장희빈은 어떻게 조선의 신데렐라가 되었나    | 김범 (국사편찬위원회 편사연구관)            |
| 21회 | 9월 14일  | 연개소문은 어떻게 고구려를 멸망시켰나       | 임기환 (서울교육대학교 사회과교육과 교수)   |
| 22회 | 9월 21일  | 이완용은 어떻게 조선을 팔아먹었나           | 김현철 (동북아역사재단 연구위원)            |
| 23회 | 9월 28일  | 어사 박문수는 왜 미치광이로 불렸나          | 김경수 (청운대학교 교양대학 교수)           |
| 24회 | 10월 5일  | 일제는 어떻게 조선말을 짓밟았나             | 박용규 (민족문제연구소 연구위원)            |
| 25회 | 10월 12일 | 1894년, 전봉준은 왜 죽창을 들었나           | 유바다 (고려대학교 한국사학과 조교수)       |
| 26회 | 10월 19일 | 정조는 어떻게 아버지의 한을 풀었나          | 정해득 (한신대학교 한국사학과 부교수)       |
| 27회 | 10월 26일 | 사냥꾼 홍범도의 총은 왜 일본군을 겨눴나     | 신주백 (성공회대 열림교양대학 교수)         |
| 28회 | 11월 2일  | 태종 이방원은 왜 장남을 버렸나              | 강문식 (숭실대학교 사학과 교수)             |
| 29회 | 11월 9일  | 인수대비는 진짜 며느리를 쫓아냈나           | 송웅섭 (총신대학교 역사교육과 교수)         |
| 30회 | 11월 16일 | 무신정변의 3인방은 왜 서로의 목을 겨눴나    | 박재우 (성균관대학교 사학과 교수)           |
| 31회 | 11월 23일 | 핫플레이스 북촌은 어떻게 탄생했나           | 엄복규 (서울시립대학교 국사학과 부교수)     |
| 32회 | 11월 30일 | 임진왜란의 영웅 광해군은 왜 쫓겨났나        | 계승범 (서강대학교 사학과 교수)             |
| 33회 | 12월 7일  | 강화도 나무꾼은 어떻게 조선의 왕이 되었나   | 홍문기 (총신대학교 역사교육과 교수)         |
| 34회 | 12월 14일 | 묘청은 어떻게 고려 왕을 홀렸나              | 김도연 (대구대학교 자유전공학부 교수)       |
| 35회 | 12월 21일 | 안중근은 왜 하얼빈을 택했나                 | 신주백 (성공회대 열린교양대학 교수)         |
| 36회 | 12월 28일 | 인조의 후궁 조귀인은 왜 저주에 빠졌나       | 계승범 (서강대학교 사학과 교수)             |

### 2023년
| 회차 | 방송일   | 주제                                                            | 출연                                        |
| ---- | -------- | --------------------------------------------------------------- | ------------------------------------------- |
| 37회 | 1월 4일  | 조선의 설계자 정도전은 왜 살해당했나                            | 김경수 (청운대학교 교양대학 교수)           |
| 38회 | 1월 11일 | 네덜란드인 하멜은 왜 조선에서 곤장을 맞게 됐나                  | 허태구 (가톨릭대학교 국사학과 부교수)       |
| 39회 | 1월 18일 | 가야 왕족 김유신은 어떻게 신라의 영웅이 됐나                    | 임기환 (서울교육대학교 사회과교육과 교수)   |
| 40회 | 1월 25일 | 조선은 어떻게 배 속부터 왕세자를 교육시켰나                     | 이상무 (한국학중앙연구원 조교수)            |
| 41회 | 2월 1일  | 갑신정변의 주역, 김옥균은 왜 능지처참을 당했나                  | 홍문기 (총신대학교 역사교육과 교수)         |
| 42회 | 2월 8일  | 황희는 왜 죽기 전까지 은퇴하지 못했나                           | 이규철 (성신여자대학교 사학과 교수)         |
| 43회 | 2월 15일 | 여인천하! 문정왕후는 어떻게 절대권력을 차지했나                 | 송웅섭 (총신대학교 역사교육과 교수)         |
| 44회 | 2월 22일 | 정조의 오른팔 홍국영은 왜 역적이 되었나                         | 정해득 (한신대학교 한국사학과 부교수)       |
| 45회 | 3월 1일  | 조선인 이봉창은 어떻게 일왕에게 폭탄을 던졌나                   | 조건 (동북아역사재단 연구위원)              |
| 46회 | 3월 8일  | 단종의 누이 경혜공주는 왜 비구니가 되었나                       | 강문식 (숭실대학교 사학과 교수)             |
| 47회 | 3월 15일 | 이성계는 왜 아들 이방원을 죽이려고 했나                         | 김경수 (청운대학교 교양대학 교수)           |
| 48회 | 3월 22일 | 개혁군주 공민왕은 왜 노국공주와 사랑에 빠졌나                   | 이명미 (경북대학교 사학과 교수)             |
| 49회 | 3월 29일 | 경성의 천재 예술가 나혜석은 왜 불륜 스캔들의 주인공이 됐나      | 소현숙 (동아대학교 젠더 ·어펙트 조교수)     |
| 50회 | 4월 5일  | 태종이 세운 부산포는 어떻게 국제 무역도시가 됐나                | 김경수 (청운대학교 교양대학 교수)           |
| 51회 | 4월 12일 | 인생 역전! 제주 기생 김만덕은 어떻게 정조를 사로잡았나          | 노혜경 (호서대학교 혁신융합학부 교수)       |
| 52회 | 4월 19일 | 흥선대원군은 어떻게 둘째 아들 고종을 왕으로 만들었나            | 홍문기 (총신대학교 역사교육과 교수)         |
| 53회 | 4월 26일 | 노비의 자식 유자광은 어떻게 다섯 왕의 '간신'으로 불렸나         | 계승범 (서강대학교 사학과 교수)             |
| 54회 | 5월 3일  | 기황후! 고려 여인은 어떻게 원나라 황후가 됐나                   | 이명미 (경북대학교 사학과 교수)             |
| 55회 | 5월 10일 | 사이비 '백백교'교주는 어떻게 조선인들의 신(神)이 됐나           | 전봉관 (카이스트 디지털인문사회과학부 교수) |
| 56회 | 5월 17일 | 태종 이방원은 왜 처가를 풍비박산 냈나                           | 김경수 (청운대학교 교양대학 교수)           |
| 57회 | 5월 24일 | 승려 사명대사는 왜 임진왜란 최전선에서 칼을 뽑았나              | 김용태 (동국대학교 불교학술원 HK교수)       |
| 58회 | 5월 31일 | 견훤은 왜 라이벌 왕건에게 나라를 바쳤나                         | 전덕재 (단국대학교 사학과 교수)             |
| 59회 | 6월 7일  | 다산 정약용은 어떻게 정조의 남자가 됐나                         | 윤석호 (부산대학교 사학과 조교수)           |
| 60회 | 6월 14일 | 왕건의 손녀 천추태후는 왜 고려의 요부라고 불렸나                | 이명미 (경북대학교 사학과 교수)             |
| 61회 | 6월 21일 | 고종의 딸, 덕혜옹주는 왜 일본 정신병원에서 발견됐나             | 홍문기 (총신대학교 역사학과 교수)           |
| 62회 | 6월 28일 | 범죄와의 전쟁! 임꺽정은 어떻게 희대의 도주극을 벌였나           | 한희숙 (숙명여자대학교 역사문화학과 교수)   |
| 63회 | 7월 5일  | 혜경궁 홍씨는 왜 남편 사도세자를 버렸나                         | 계승범 (서강대학교 사학과 교수)             |
| 64회 | 7월 12일 | 해상왕 장보고는 왜 역적으로 몰려 암살됐나                       | 임기환 (서울교육대학교 사회과교육과 교수)   |
| 65회 | 7월 19일 | 여인천하! 후궁 경빈은 진짜 중종을 죽이려 했나                   | 송웅섭 (총신대학교 역사교육과 교수)         |
| 66회 | 7월 26일 | 이순신을 추천한 유성룡은 왜 임진왜란 직후 탄핵당했나            | 이규철 (가톨릭대학교 국사학과 문학박사)     |
| 67회 | 8월 2일  | 흥선대원군은 왜 아들 고종을 죽이려 했나                         | 홍문기 (총신대학교 역사교육과 교수)         |
| 68회 | 8월 9일  | 궁녀 김개시는 어떻게 광해군을 폐위시켰나                        | 김경수 (청운대학교 교양대학 교수)           |
| 69회 | 8월 16일 | 충격 실화! 참혹한 자매 살인사건은 어떻게 소설 장화홍련전이 됐나 | 이정원 (서강대학교 국어국문학과 교수)       |
| 70회 | 8월 23일 | 기생 장녹수는 어떻게 연산군을 치마폭에 넣었나                   | 계승범 (서강대학교 사학과 교수)             |
| 71회 | 8월 30일 | 독립운동가 박열은 왜 사형 선고를 받고 기뻐했나                  | 신주백 (성공회대학교 열림교양대학 교수)     |
| 72회 | 9월 6일  | 태종의 오른팔 하륜은 왜 정도전을 죽였나                         | 강문식 (숭실대학교 사학과 교수)             |
| 73회 | 9월 13일 | 방랑시인 김삿갓은 어떻게 조선의 아이돌이 되었나                 | 박도식 (강릉원주대학교 사학과 초빙교수)     |
| 74회 | 9월 20일 | 손기정은 왜 76세가 되어서야 태극마크를 달았나                   | 홍문기 (총신대학교 역사학과 교수)           |
| 75회 | 9월 27일 | 신사임당은 어떻게 현모양처의 아이콘이 됐나                      | 유정은 (강원대학교 철학실천연구소 연구교수) |
| 76회 | 10월 4일 | 세조는 진짜 저주받아 죽었나                                     | 김경수 (청운대학교 교양대학 교수            |

## 같이 보기
- 벌거벗은 세계사

## 수상 목록
- 2024년 대한민국 퍼스트브랜드 대상 교양예능프로그램 부문 수상